# Hydaticus plagiatus
Hydaticus plagiatus är en skalbaggsart som beskrevs av Régimbart 1895. Hydaticus plagiatus ingår i släktet Hydaticus och familjen dykare. Inga underarter finns listade i Catalogue of Life.